# Баршино
Баршино (каз. Баршын) — село в Нуринском районе Карагандинской области Казахстана. Административный центр Баршинского сельского округа. Находится примерно в 157 км к юго-западу от районного центра, посёлка Нура. Код КАТО — 355237100.
В 1977—1997 годах — центр Тенгизского района.

## Население
В 1999 году население села составляло 1434 человека (700 мужчин и 734 женщины). По данным переписи 2009 года, в селе проживало 530 человек (271 мужчина и 259 женщин).